# Automatik Kalamity
Automatik Kalamity es el primer y único álbum de estudio de la cantante de origen francés Anouk. En el mismo colabora Manu Chao.

## Canciones
1. Hi*Hello Hi*Hello
2. Un Après Midi de chien
3. Mauvais Sang
4. Politik
5. Curse Dub
6. Ce Jour Là
7. Ce Jour Là
8. Paradise Dub
9. I Don't Like
10. Fidel Song
11. Hi*Hello Part 2
12. L'Étoile polaire
13. Au milieu & trankill
14. De Guerre & de Trépas

## Músicos
- Arte gráfico: Toxic.
- Bajo eléctrico: Jean-Mi*, Manu Chao.
- Percusión: Roro (2).
- Efectos y ruidos sonoros: Pascal (11).
- Guitarra: Arno (3), Manu Chao.
- Piano: Bazbaz.
- Scratches: Guillaume (2).
- Escrito por (letras): Fidel (2), Koor, Manu Chao, Silk (7), Toxic (8).

## Sampleados
El disco tiene varios samplers de canciones de Bob Marley y Max Romeo.